# 기이히키역
기이히키역(일본어: 紀伊日置駅, きいひきえき)은 일본 와카야마현 니시무로군 시라하마정에 있는, 서일본 여객철도의 철도역이다. 기세이 본선이 지나가며, 기노쿠니 선 소속 열차들을 이용할 수 있다.

## 역 구조
상대식 2면 2선 구조의 지상역으로, 열차끼리의 교행이 가능하다. 승강장끼리는 과선교로 이어져 있으며, 역사와 승강장은 계단으로 이어져 있다. 기이타나베역이 관리하는 무인역이다.

### 승강장
| 1 | ■ 기노쿠니 선 | 스사미 · 신구 방면         |
| 2 | ■ 기노쿠니 선 | 기이타나베 · 와카야마 방면 |

## 역세권 정보
- 히키 강
- 시라하마정사무소 히키가와 출장소

## 역사
- 1936년 10월 30일 - 일본국유철도의 역으로 개업하였다.
- 1987년 4월 1일 - 민영화에 따라 서일본 여객철도의 소속이 되었다.

## 인접역
| 서일본 여객철도 기세이 본선 | 서일본 여객철도 기세이 본선 | 서일본 여객철도 기세이 본선 |
| --------------------------- | --------------------------- | --------------------------- |
| 스사미 신구 방면            | ■ 기노쿠니 선 보통          | 쓰바키 와카야마 방면        |